# نيشا كييل ياريجون
نيشا كييل ياريجون ولدت في 23 يونيو 1998 في تواماسينا (مدغشقر) هي مديرة وموسيقى ملغاشية.

## السيرة الشخصية
كانت نيشا مفتونة بالفن منذ الصغر، وبعد هذه الدراسات انضمت إلى فرقة الروك النسائية المسماة «الستينيات» في عام 2017،  كما بدأ انخراطها في عالم الفن على الساحة الموسيقية،  في عام 2020 اكتشفت عالم السينما، وتدربت نيشا مباشرة في ESAV مراكش، وحصلت على فرصة للحصول على شهادة جامعية اشتهرت بمخرج مدغشقر الشاب بمشروعها المسمى OFF.

## فيلموغرافيا
- منطفأ [5]

## روابط خارجية
- نيشا جايل إياريجون في IMDB
- Nisha Gaëlle Iarijhon في Africanultures